# 1. Fußballclub Union Berlin 2004-2005
Questa voce raccoglie le informazioni riguardanti il 1. Fußballclub Union Berlin nelle competizioni ufficiali della stagione 2004-2005.

## Stagione
Nella stagione 2004-2005 l'Union Berlino, allenato da Frank Wormuth, Werner Voigt, Lothar Hamann e Frank Lieberam, concluse il campionato di Regionalliga nord al 19º posto. In Coppa di Germania l'Union Berlino fu eliminato al primo turno dal Friburgo.

## Rosa
| N. |                                 | Ruolo | Calciatore         |
| -- | ------------------------------- | ----- | ------------------ |
| 1  | Germania (bandiera)             | P     | Robert Kretzschmar |
| 3  | Germania (bandiera)             | D     | Matthias Straub    |
| 4  | Germania (bandiera)             | D     | Benjamin Koch      |
| 5  | Germania (bandiera)             | D     | Thomas Boden       |
| 6  | Germania (bandiera)             | C     | Benjamin Wingerter |
| 7  | Germania (bandiera)             | C     | Martin Hauswald    |
| 8  | Bosnia ed Erzegovina (bandiera) | C     | Hajrudin Catic     |
| 9  | Germania (bandiera)             | A     | Roman Prokoph      |
| 10 | Bulgaria (bandiera)             | A     | Dion Popov         |
| 11 | Germania (bandiera)             | D     | Hannes Wilking     |
| 12 | Germania (bandiera)             | P     | Jan Glinker        |
| 13 | Germania (bandiera)             | C     | Frank Kaiser       |
| 14 | Germania (bandiera)             | C     | Tom Schneider      |
| 15 | Germania (bandiera)             | C     | Sebastian Bönig    |

| N. |                        | Ruolo | Calciatore      |
| -- | ---------------------- | ----- | --------------- |
| 16 | Germania (bandiera)    | C     | Florian Müller  |
| 17 | Germania (bandiera)    | C     | Mirko Soltau    |
| 18 | Germania (bandiera)    | D     | Daniel Schulz   |
| 18 | Germania (bandiera)    | A     | Marcel Rath     |
| 19 | Germania (bandiera)    | C     | Florian Milatz  |
| 20 | Germania (bandiera)    | D     | Felix Below     |
| 21 | Germania (bandiera)    | P     | Marco Sejna     |
| 22 | Stati Uniti (bandiera) | A     | Ryan Coiner     |
| 29 | Germania (bandiera)    | D     | David Bergner   |
| 31 | Germania (bandiera)    | P     | Michael Hinz    |
| 33 | Germania (bandiera)    | D     | Tom Persich     |
|    | Germania (bandiera)    | A     | Jeff Kayser     |
|    | Germania (bandiera)    | A     | Dennis Rehausen |

## Organigramma societario
Area tecnica
- Allenatore: Frank Lieberam
- Allenatore in seconda: Holger Bahra
- Preparatore dei portieri:
- Preparatori atletici:
- Analisi video:

## Calciomercato

### Sessione estiva
| Acquisti | Acquisti            | Acquisti             | Acquisti |
| R.       | Nome                | da                   | Modalità |
| -------- | ------------------- | -------------------- | -------- |
| A        | Émerson             | Tianjin Jinmen Hu    |          |
| D        | Thomas Boden        | Schweinfurt 05       |          |
| D        | Ismaël Bouzid       | Metz                 |          |
| C        | Hajrudin Catic      | RW Oberhausen        |          |
| A        | Ryan Coiner         | Arminia Bielefeld II |          |
| C        | Martin Hauswald     | Preußen Münster      |          |
| C        | Frank Kaiser        | Rot-Weiß Erfurt      |          |
| D        | Benjamin Koch       | Schalke 04 II        |          |
| C        | Benedetto Muzzicato | Werder Brema II      |          |
| P        | Marco Sejna         | LR Ahlen             |          |
| C        | Mirko Soltau        | Augusta              |          |
| D        | Matthias Straub     | Siegen               |          |
| D        | Dominik Werling     | Arminia Bielefeld II |          |
| D        | Hannes Wilking      | Werder Brema II      |          |
| C        | Benjamin Wingerter  | Schalke 04 II        |          |

| Cessioni | Cessioni           | Cessioni             | Cessioni |
| R.       | Nome               | a                    | Modalità |
| -------- | ------------------ | -------------------- | -------- |
| A        | Steffen Baumgart   | Energie Cottbus      |          |
| C        | Florian Bruns      | Alemannia Aquisgrana |          |
| C        | Tomáš Bruško       | Dinamo Kiev          |          |
| D        | Dario Dabac        | Greuther Fürth       |          |
| D        | Daniel Ernemann    | Austria Lustenau     |          |
| P        | Simon Henzler      | Holstein Kiel        |          |
| C        | Björn Joppe        | Osnabrück            |          |
| A        | Salif Keïta        | RW Oberhausen        |          |
| D        | Ivan Kozák         | Ružomberok           |          |
| D        | Michael Molata     | Holstein Kiel        |          |
| D        | Frédéric Page      | Greuther Fürth       |          |
| C        | Silvio Pätz        | Rot-Weiss Essen      |          |
| D        | Achim Pfuderer     | Elversberg           |          |
| D        | Jan Sandmann       | Holstein Kiel        |          |
| C        | Davit Siradze      | Eintracht Treviri    |          |
| C        | Thomas Sobotzik    | Unterhaching         |          |
| P        | Robert Wulnikowski | Rot-Weiss Essen      |          |

### Sessione invernale
| Acquisti | Acquisti      | Acquisti       | Acquisti |
| R.       | Nome          | da             | Modalità |
| -------- | ------------- | -------------- | -------- |
| D        | David Bergner | Sachsen Lipsia |          |
| A        | Marcel Rath   | LR Ahlen       |          |

| Cessioni | Cessioni | Cessioni   | Cessioni |
| R.       | Nome     | a          | Modalità |
| -------- | -------- | ---------- | -------- |
| A        | Émerson  | America-RJ |          |

## Risultati

### Regionalliga

#### Girone di andata
| Arbitro: | Weiner |

|            |           |              |
| Chahed 90’ | Marcatori | 41’ Hauswald |

| Arbitro: | Jauch |

|                                               |           |                             |
| Catic 22’ (rig.), 45’ Hauswald 57’ Coiner 58’ | Marcatori | 37’ Ebersbach 65’ Gaißmayer |

| Arbitro: | Anklam |

|                      |           |  |
| Tornieporth 47’, 86’ | Marcatori |  |

| Arbitro: | Hagen |

|                                       |           |               |
| Hauswald 74’ Muzzicato 78’ Coiner 83’ | Marcatori | 90’ Heinrichs |

| Arbitro: | Fischer |

|           |           |  |
| Menga 23’ | Marcatori |  |

| Arbitro: | Steinhaus-Webb |

|          |           |                         |
| Catic 4’ | Marcatori | 28’ Kučuković 90’ Hanke |

| Arbitro: | Weiner |

|             |           |  |
| Bounoua 70’ | Marcatori |  |

| 14 settembre 2004 8ª giornata |  | – turno di riposo |  |  |

| Arbitro: | Schößling |

|  |           |                              |
|  | Marcatori | 12’ Müller 90’ (rig.) Donkov |

| Arbitro: | Kuhl |

|                          |           |            |
| Loose 55’ Grieneisen 58’ | Marcatori | 87’ Coiner |

| Arbitro: | Otte |

|             |           |                                                     |
| Prokoph 27’ | Marcatori | 9’ Steegmann 53’ (rig.) Sağlık 64’ (aut.) Wingerter |

| Arbitro: | Gagelmann |

|                          |           |  |
| Policella 20’ Pasini 50’ | Marcatori |  |

| Berlino 17 ottobre 2004, ore 14:00 CEST 13ª giornata | Union Berlino | 0 – 0 referto | Lubecca | Stadio An der Alten Försterei (5 089 spett.)\| Arbitro: \| Borsch \| |
| Arbitro:                                             | Borsch        |               |         |                                                                      |

| Arbitro: | Fischer |

|          |           |  |
| Lenk 38’ | Marcatori |  |

| Arbitro: | Joerend |

|                 |           |                 |
| Coiner 41’, 60’ | Marcatori | 28’ Heidenreich |

| Münster 6 novembre 2004, ore 14:00 CET 16ª giornata | Preußen Münster | 0 – 0 referto | Union Berlino | Preußenstadion (2 300 spett.)\| Arbitro: \| Grudzinski \| |
| Arbitro:                                            | Grudzinski      |               |               |                                                           |

| Arbitro: | Marks |

|            |           |                         |
| Coiner 70’ | Marcatori | 68’ Celikovic 80’ Fuchs |

| Arbitro: | Weiner |

|                     |           |               |
| M'Boma 21’ Kolm 34’ | Marcatori | 62’ Wingerter |

| Arbitro: | Kuhl |

|            |           |             |
| Bouzid 16’ | Marcatori | 58’ Ehrhard |

#### Girone di ritorno
| Arbitro: | Kasper |

|                                  |           |                                        |
| Coiner 6’, 78’ Kaiser 10’ (rig.) | Marcatori | 19’, 21’, 55’ Salihović 90’ Kretschmer |

| Arbitro: | Gagelmann |

|              |           |  |
| Narewsky 69’ | Marcatori |  |

| Berlino 19 aprile 2005, ore 19:30 CEST 22ª giornata | Union Berlino | 0 – 0 referto | Holstein Kiel | Stadio An der Alten Försterei (2 716 spett.)\| Arbitro: \| Kemmling \| |
| Arbitro:                                            | Kemmling      |               |               |                                                                        |

| Arbitro: | Borsch |

|                        |           |  |
| Lejan 16’ Federico 80’ | Marcatori |  |

| Arbitro: | Scheppe |

|            |           |           |
| Coiner 84’ | Marcatori | 26’ Joppe |

| Arbitro: | Kleve |

|                                           |           |                        |
| Kučuković 4’ (rig.), 55’ (rig.) Takyi 62’ | Marcatori | 63’ (rig.), 74’ Coiner |

| Berlino 18 marzo 2005, ore 19:30 CET 26ª giornata | Union Berlino | 0 – 0 referto | St. Pauli | Stadio An der Alten Försterei (8 749 spett.)\| Arbitro: \| Kuhl \| |
| Arbitro:                                          | Kuhl          |               |           |                                                                    |

| 23 marzo 2005 27ª giornata |  | – turno di riposo |  |  |

| Arbitro: | Rosenkranz |

|                    |           |  |
| Spork 25’ Löbe 45’ | Marcatori |  |

| Arbitro: | Thielert |

|                             |           |  |
| Coiner 63’ (rig.) Bönig 79’ | Marcatori |  |

| Arbitro: | Kleve |

|             |           |  |
| Seggewiß 3’ | Marcatori |  |

| Arbitro: | Bornhöft |

|             |           |                       |
| Persich 33’ | Marcatori | 83’ Kruse 85’ Podszus |

| Arbitro: | Hagen |

|                                |           |  |
| Kullig 43’ (rig.) Schröder 68’ | Marcatori |  |

| Arbitro: | Jauch |

|                     |           |           |
| Hauswald 48’ (rig.) | Marcatori | 9’ Kanitz |

| Arbitro: | Thielert |

|                      |           |          |
| Hunt 20’ Habryka 79’ | Marcatori | 72’ Rath |

| Arbitro: | Metzen |

|          |           |  |
| Rath 19’ | Marcatori |  |

| Arbitro: | Fischer |

|            |           |  |
| Rische 12’ | Marcatori |  |

| Arbitro: | Borsch |

|                  |           |                  |
| Bergner 47’, 70’ | Marcatori | 29’, 45’ Makiadi |

| Arbitro: | Otte |

|  |           |                         |
|  | Marcatori | 9’ Hauswald 72’ Prokoph |

### Coppa di Germania
| Arbitro: | Frank |

|  |           |                                                     |
|  | Marcatori | 16’ Tanko 40’ (rig.) Tskitishvili 49’, 76’ Iashvili |

## Statistiche

### Statistiche di squadra
| Competizione      | Punti | In casa | In casa | In casa | In casa | In casa | In casa | In trasferta | In trasferta | In trasferta | In trasferta | In trasferta | In trasferta | Totale | Totale | Totale | Totale | Totale | Totale | DR  |
| Competizione      | Punti | G       | V       | N       | P       | Gf      | Gs      | G            | V            | N            | P            | Gf           | Gs           | G      | V      | N      | P      | Gf     | Gs     | DR  |
| ----------------- | ----- | ------- | ------- | ------- | ------- | ------- | ------- | ------------ | ------------ | ------------ | ------------ | ------------ | ------------ | ------ | ------ | ------ | ------ | ------ | ------ | --- |
| Regionalliga nord | 27    | 18      | 5       | 7       | 6       | 24      | 24      | 18           | 1            | 2            | 15           | 8            | 26           | 36     | 6      | 9      | 21     | 32     | 50     | -18 |
| Coppa di Germania | -     | 1       | 0       | 0       | 1       | 0       | 4       | 0            | 0            | 0            | 0            | 0            | 0            | 1      | 0      | 0      | 1      | 0      | 4      | -4  |
| Totale            | 27    | 19      | 5       | 7       | 7       | 24      | 28      | 18           | 1            | 2            | 15           | 8            | 26           | 37     | 6      | 9      | 22     | 32     | 54     | -22 |

### Andamento in campionato
| Giornata  | 1 | 2 | 3 | 4 | 5 | 6  | 7  | 8  | 9  | 10 | 11 | 12 | 13 | 14 | 15 | 16 | 17 | 18 | 19 | 20 | 21 | 22 | 23 | 24 | 25 | 26 | 27 | 28 | 29 | 30 | 31 | 32 | 33 | 34 | 35 | 36 | 37 | 38 |
| --------- | - | - | - | - | - | -- | -- | -- | -- | -- | -- | -- | -- | -- | -- | -- | -- | -- | -- | -- | -- | -- | -- | -- | -- | -- | -- | -- | -- | -- | -- | -- | -- | -- | -- | -- | -- | -- |
| Luogo     | T | C | T | C | T | C  | T  |    | C  | T  | C  | T  | C  | T  | C  | T  | C  | T  | C  | C  | T  | C  | T  | C  | T  | C  |    | T  | C  | T  | C  | T  | C  | T  | C  | T  | C  | T  |
| Risultato | N | V | P | V | P | P  | P  |    | P  | P  | P  | P  | N  | P  | V  | N  | P  | P  | N  | P  | P  | N  | P  | N  | P  | N  |    | P  | V  | P  | P  | P  | N  | P  | V  | P  | N  | V  |
| Posizione | 5 | 3 | 8 | 5 | 9 | 12 | 14 | 15 | 16 | 16 | 17 | 17 | 16 | 18 | 17 | 18 | 18 | 18 | 18 | 18 | 19 | 19 | 19 | 19 | 19 | 19 | 19 | 19 | 19 | 19 | 19 | 19 | 19 | 19 | 19 | 19 | 19 | 19 |

Legenda:

Luogo: C = Casa; T = Trasferta. Risultato: V = Vittoria; N = Pareggio; P = Sconfitta.

### Statistiche dei giocatori
| Giocatore      | Regionalliga nord | Regionalliga nord | Regionalliga nord | Regionalliga nord | Coppa di Germania | Coppa di Germania | Coppa di Germania | Coppa di Germania | Totale   | Totale | Totale      | Totale     |
| Giocatore      | Presenze          | Reti              | Ammonizioni       | Espulsioni        | Presenze          | Reti              | Ammonizioni       | Espulsioni        | Presenze | Reti   | Ammonizioni | Espulsioni |
| -------------- | ----------------- | ----------------- | ----------------- | ----------------- | ----------------- | ----------------- | ----------------- | ----------------- | -------- | ------ | ----------- | ---------- |
| F. Below       | 20                | 0                 | 4                 | 0                 | 1                 | 0                 | 1                 | 0                 | 21       | 0      | 5           | 0          |
| D. Bergner     | 15                | 2                 | 6                 | 0                 | 0                 | 0                 | 0                 | 0                 | 15       | 2      | 6           | 0          |
| T. Boden       | 30                | 0                 | 6                 | 1                 | 1                 | 0                 | 1                 | 0                 | 31       | 0      | 7           | 1          |
| I. Bouzid      | 21                | 1                 | 4                 | 0                 | 0                 | 0                 | 0                 | 0                 | 21       | 1      | 4           | 0          |
| S. Bönig       | 14                | 1                 | 4                 | 0                 | 0                 | 0                 | 0                 | 0                 | 14       | 1      | 4           | 0          |
| H. Catic       | 26                | 3                 | 3                 | 0                 | 1                 | 0                 | 0                 | 0                 | 27       | 3      | 3           | 0          |
| R. Coiner      | 32                | 12                | 2                 | 0                 | 1                 | 0                 | 0                 | 0                 | 33       | 12     | 2           | 0          |
| J. Glinker     | 16                | 0                 | 0                 | 0                 | 0                 | 0                 | 0                 | 0                 | 16       | 0      | 0           | 0          |
| M. Hauswald    | 33                | 5                 | 4                 | 0                 | 1                 | 0                 | 0                 | 0                 | 34       | 5      | 4           | 0          |
| M. Hinz        | 1                 | 0                 | 0                 | 0                 | 0                 | 0                 | 0                 | 0                 | 1        | 0      | 0           | 0          |
| F. Kaiser      | 23                | 1                 | 7                 | 1                 | 1                 | 0                 | 0                 | 0                 | 24       | 1      | 7           | 1          |
| J. Kayser      | 2                 | 0                 | 0                 | 0                 | 0                 | 0                 | 0                 | 0                 | 2        | 0      | 0           | 0          |
| P. Kirstein    | 1                 | 0                 | 0                 | 0                 | 0                 | 0                 | 0                 | 0                 | 1        | 0      | 0           | 0          |
| B. Koch        | 23                | 0                 | 6                 | 0                 | 0                 | 0                 | 0                 | 0                 | 23       | 0      | 6           | 0          |
| R. Kretzschmar | 0                 | 0                 | 0                 | 0                 | 0                 | 0                 | 0                 | 0                 | 0        | 0      | 0           | 0          |
| F. Milatz      | 0                 | 0                 | 0                 | 0                 | 0                 | 0                 | 0                 | 0                 | 0        | 0      | 0           | 0          |
| B. Muzzicato   | 9                 | 1                 | 0                 | 0                 | 1                 | 0                 | 0                 | 0                 | 10       | 1      | 0           | 0          |
| F. Müller      | 15                | 0                 | 0                 | 0                 | 1                 | 0                 | 0                 | 0                 | 16       | 0      | 0           | 0          |
| T. Persich     | 28                | 1                 | 3                 | 0                 | 1                 | 0                 | 0                 | 0                 | 29       | 1      | 3           | 0          |
| D. Popov       | 7                 | 0                 | 0                 | 0                 | 0                 | 0                 | 0                 | 0                 | 7        | 0      | 0           | 0          |
| R. Prokoph     | 29                | 2                 | 2                 | 0                 | 1                 | 0                 | 0                 | 0                 | 30       | 2      | 2           | 0          |
| M. Rath        | 14                | 2                 | 8                 | 1                 | 0                 | 0                 | 0                 | 0                 | 14       | 2      | 8           | 1          |
| D. Rehausen    | 3                 | 0                 | 1                 | 0                 | 0                 | 0                 | 0                 | 0                 | 3        | 0      | 1           | 0          |
| T. Schneider   | 1                 | 0                 | 0                 | 0                 | 0                 | 0                 | 0                 | 0                 | 1        | 0      | 0           | 0          |
| D. Schulz      | 2                 | 0                 | 0                 | 0                 | 0                 | 0                 | 0                 | 0                 | 2        | 0      | 0           | 0          |
| M. Sejna       | 19                | 0                 | 0                 | 0                 | 1                 | 0                 | 0                 | 0                 | 20       | 0      | 0           | 0          |
| M. Soltau      | 19                | 0                 | 1                 | 0                 | 0                 | 0                 | 0                 | 0                 | 19       | 0      | 1           | 0          |
| M. Straub      | 29                | 0                 | 7                 | 0                 | 1                 | 0                 | 0                 | 0                 | 30       | 0      | 7           | 0          |
| N. Taubert     | 3                 | 0                 | 1                 | 0                 | 0                 | 0                 | 0                 | 0                 | 3        | 0      | 1           | 0          |
| D. Werling     | 8                 | 0                 | 2                 | 0                 | 1                 | 0                 | 0                 | 0                 | 9        | 0      | 2           | 0          |
| H. Wilking     | 4                 | 0                 | 0                 | 1                 | 0                 | 0                 | 0                 | 0                 | 4        | 0      | 0           | 1          |
| B. Wingerter   | 30                | 1                 | 5                 | 0                 | 1                 | 0                 | 0                 | 0                 | 31       | 1      | 5           | 0          |
| É. Émerson     | 5                 | 0                 | 1                 | 0                 | 0                 | 0                 | 0                 | 0                 | 5        | 0      | 1           | 0          |